# Ral·li de Portugal

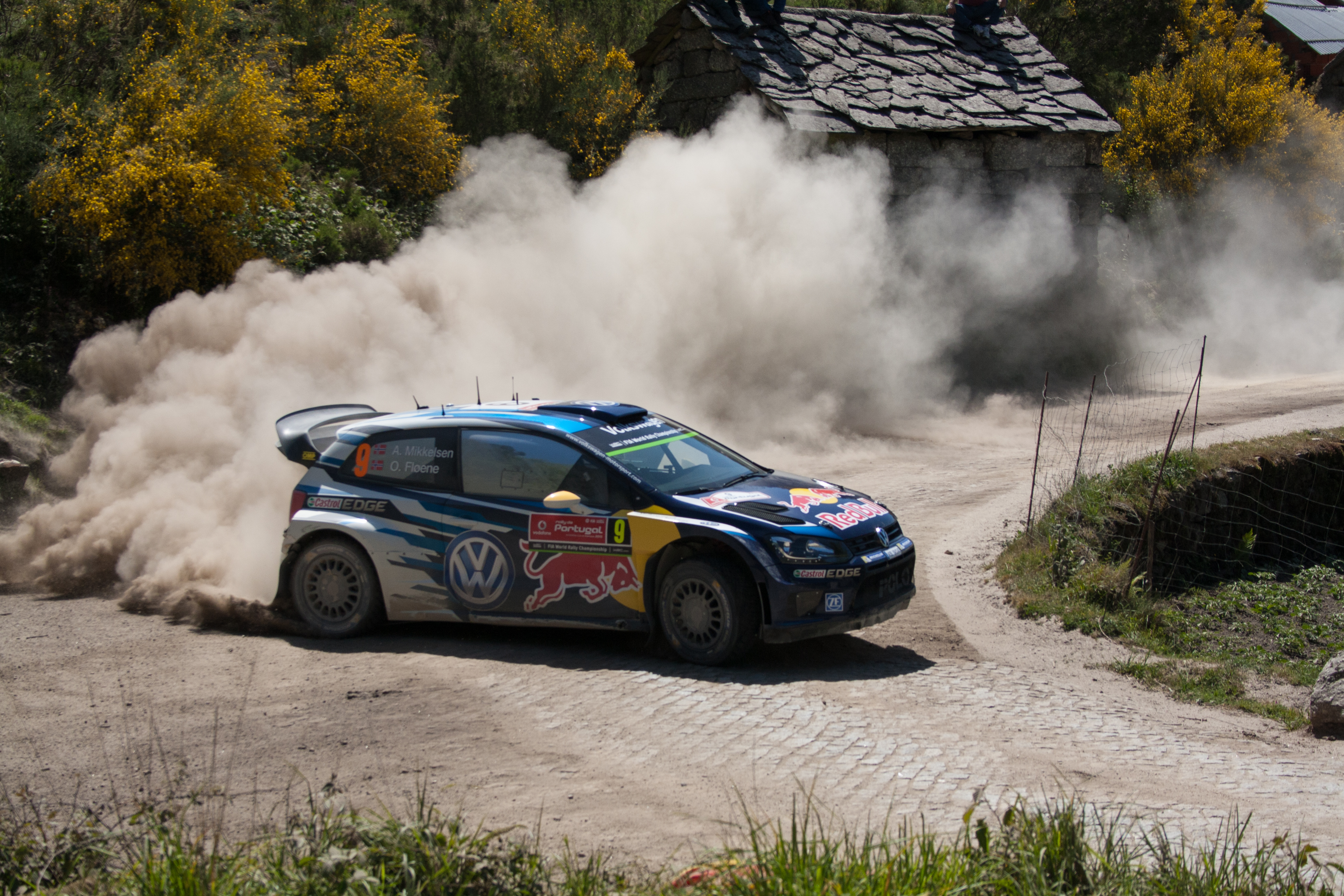
Andreas Mikkelsen i Ola Fløene amb el Polo R WRC a l'edició del 2015

El Ral·li de Portugal (en portuguès, Rally de Portugal) és un ral·li que de habitualment forma part del Campionat Mundial de Ral·lis de la Federació Internacional d'Automobilisme (FIA). Ha estat puntuable a totes les edicions del campionat, tret de les compreses entre el 2002 i el 2006. La prova va ser anomenada "el millor ral·li del món" en cinc de les seves edicions, i "el millor ral·li de l'any" en una.
La prova va néixer l'any 1967 amb la idea de crear una gran prova de ral·li de caràcter internacional. Inicialment la prova es va realitzar entorn de la localitat d'Estoril, amb una primera jornada per les carreteres asfaltades de la serra de Sintra, molt a prop de Lisboa, una segona entorn de la localitat d'Arganil, situada a l'est de Coïmbra. Als anys 90, per seguir les normatives que cada cop limitaven més les distàncies, l'organització centrà la cursa al nort, esdevenint Povoa el centre i eliminà els trams d'asfalt, per esdevenir un ral·li totalment de terra. L'any 2005 es trasllada el ral·li a la zona del Algarve.
Un dels trets característics d'aquest ral·li ha estat sempre la nombrosa presència de públic, malgrat que els pilots locals no han fet gaires bons resultats. Els pilots amb més victòries a Portugal son Markku Alén i Sébastien Ogier, els quals han guanyat la competició en cinc ocasions cadascun d'ells. Per darrera, amb tres victòries, trobem Hannu Mikkola, Miki Biasion i Armindo Araújo, si bé en el cas d'Araújo cal destacar que han estat victòries en edicions que la prova no ha format part del Campionat Mundial.

## Guanyadors
A 14 de maig de 2024
| Any  | Edició                                | Pilot                | Copilot                 | Cotxe                      | Camp.       |
| ---- | ------------------------------------- | -------------------- | ----------------------- | -------------------------- | ----------- |
| 1967 | 1r. Rally de Portugal                 | Carpinteiro Albino   | Silva Pereira           | Renault 8 Gordini          |             |
| 1968 | 2n. Rally de Portugal                 | Tony Fall            | Ron Crellin             | Lancia Fulvia HF           |             |
| 1969 | 3r. Rally de Portugal                 | Francisco Romãozinho | "Jocames"               | Citroën DS Proto           |             |
| 1970 | 4t TAP Rally de Portugal              | Simo Lampinen        | John Davenport          | Lancia Fulvia HF           |             |
| 1971 | 5è TAP Rally de Portugal              | Jean-Pierre Nicolas  | Jean Todt               | Renault Alpine A110 1600   |             |
| 1972 | 6è TAP Rally de Portugal              | Achim Warmbold       | John Davenport          | BMW 2002 TI                |             |
| 1973 | 7è TAP Rally de Portugal              | Jean-Luc Thérier     | Jacques Jaubert         | Renault Alpine A110 1800   | WRC         |
| 1974 | 8è TAP Rallye de Portugal             | Raffaele Pinto       | Arnaldo Bernacchini     | Fiat Abarè 124 Rallye      | WRC         |
| 1975 | 9è Rallye de Portugal Vinho do Porto  | Markku Alén          | Ilkka Kivimäki          | Fiat Abarè 124 Rallye      | WRC         |
| 1976 | 10è Rallye de Portugal Vinho do Porto | Sandro Munari        | Silvio Maiga            | Lancia Stratos HF          | WRC         |
| 1977 | 11è Rallye de Portugal Vinho do Porto | Markku Alén          | Ilkka Kivimäki          | Fiat 131 Abarth            | WRC         |
| 1978 | 12è Rallye de Portugal Vinho do Porto | Markku Alén          | Ilkka Kivimäki          | Fiat 131 Abarth            | WRC         |
| 1979 | 13è Rallye de Portugal Vinho do Porto | Hannu Mikkola        | Arne Hertz              | Ford Escort RS1800         | WRC         |
| 1980 | 14è Rallye de Portugal Vinho do Porto | Walter Röhrl         | Christian Geistdörfer   | Fiat 131 Abarth            | WRC         |
| 1981 | 15è Rallye de Portugal Vinho do Porto | Markku Alén          | Ilkka Kivimäki          | Fiat 131 Abarth            | WRC         |
| 1982 | 16è Rallye de Portugal Vinho do Porto | Michèle Mouton       | Fabrizia Pons           | Audi Quattro               | WRC         |
| 1983 | 17è Rallye de Portugal Vinho do Porto | Hannu Mikkola        | Arne Hertz              | Audi Quattro A1            | WRC         |
| 1984 | 18è Rallye de Portugal Vinho do Porto | Hannu Mikkola        | Arne Hertz              | Audi Quattro A2            | WRC         |
| 1985 | 19è Rallye de Portugal Vinho do Porto | Timo Salonen         | Seppo Harjanne          | Peugeot 205 Turbo 16       | WRC         |
| 1986 | 20è Rallye de Portugal Vinho do Porto | Joaquim Moutinho     | Edgar Fortes            | Renault 5 Turbo            | WRC         |
| 1987 | 21è Rallye de Portugal Vinho do Porto | Markku Alén          | Ilkka Kivimäki          | Lancia Delta HF 4WD        | WRC         |
| 1988 | 22è Rallye de Portugal Vinho do Porto | Miki Biasion         | Carlo Cassina           | Lancia Delta Integrale     | WRC         |
| 1989 | 23è Rallye de Portugal Vinho do Porto | Miki Biasion         | Tiziano Siviero         | Lancia Delta Integrale     | WRC         |
| 1990 | 24è Rallye de Portugal Vinho do Porto | Miki Biasion         | Tiziano Siviero         | Lancia Delta Integrale 16V | WRC         |
| 1991 | 25è Rallye de Portugal Vinho do Porto | Carlos Sainz         | Luis Moya               | Toyota Celica GT-Four      | WRC         |
| 1992 | 26è Rallye de Portugal Vinho do Porto | Juha Kankkunen       | Juha Piironen           | Lancia Delta HF Integrale  | WRC         |
| 1993 | 27è Rallye de Portugal Vinho do Porto | François Delecour    | Daniel Grataloup        | Ford Escort RS Cosworth    | WRC         |
| 1994 | 28è Rallye de Portugal Vinho do Porto | Juha Kankkunen       | Nicky Grist             | Toyota Celica Turbo 4WD    | WRC         |
| 1995 | 29è Rallye de Portugal Vinho do Porto | Carlos Sainz         | Luis Moya               | Subaru Impreza 555         | WRC         |
| 1996 | 30è Rallye de Portugal Vinho do Porto | Rui Madeira          | Nuno Rodrigues da Silva | Toyota Celica GT-Four      | C2L         |
| 1997 | 31è Rallye de Portugal Vinho do Porto | Tommi Mäkinen        | Seppo Harjanne          | Mitsubishi Lancer Evo IV   | WRC         |
| 1998 | 32è Rallye de Portugal Vinho do Porto | Colin McRae          | Nicky Grist             | Subaru Impreza WRC         | WRC         |
| 1999 | 33è Rallye de Portugal Vinho do Porto | Colin McRae          | Nicky Grist             | Ford Focus WRC             | WRC         |
| 2000 | 34è Rallye de Portugal Vinho do Porto | Richard Burns        | Robert Reid             | Subaru Impreza WRC         | WRC         |
| 2001 | 35è Rallye de Portugal Vinho do Porto | Tommi Mäkinen        | Risto Mannisenmäki      | Mitsubishi Lancer Evo VI   | WRC         |
| 2002 | 36è TMN Rallye de Portugal            | Didier Auriol        | Thierry Barjou          | Toyota Corolla WRC         |             |
| 2003 | 37è TMN Rallye de Portugal            | Armindo Araújo       | Miguel Ramalho          | Citroën Saxo Kit Car       |             |
| 2004 | 38è TMN Rallye de Portugal            | Armindo Araújo       | Miguel Ramalho          | Citroën Saxo Kit Car       |             |
| 2005 | 39è TMN Rallye de Portugal            | Daniel Carlsson      | Mattias Andersson       | Subaru Impreza WRX         |             |
| 2006 | 40è PT-Rally de Portugal              | Armindo Araújo       | Miguel Ramalho          | Mitsubishi Lancer Evo VIII |             |
| 2007 | 41è Vodafone Rally de Portugal        | Sébastien Loeb       | Daniel Elena            | Citroën C4 WRC             | WRC         |
| 2008 | 42è Vodafone Rally de Portugal        | Luca Rossetti        | Matteo Chiarcossi       | Peugeot 207 S2000          | IRC         |
| 2009 | 43è Vodafone Rally de Portugal        | Sébastien Loeb       | Daniel Elena            | Citroën C4 WRC             | WRC         |
| 2010 | 44è Vodafone Rally de Portugal        | Sébastien Ogier      | Julien Ingrassia        | Citroën C4 WRC             | WRC         |
| 2011 | 45° Vodafone Rally de Portugal        | Sébastien Ogier      | Julien Ingrassia        | Citroën DS3 WRC            | WRC         |
| 2012 | 46è Vodafone Rally de Portugal        | Mads Østberg         | Jonas Andersson         | Ford Fiesta RS WRC         | WRC         |
| 2013 | 47è Vodafone Rally de Portugal        | Sébastien Ogier      | Julien Ingrassia        | Volkswagen Polo R WRC      | WRC         |
| 2014 | 48è Vodafone Rally de Portugal        | Sébastien Ogier      | Julien Ingrassia        | Volkswagen Polo R WRC      | WRC         |
| 2015 | 49è Vodafone Rally de Portugal        | Jari-Matti Latvala   | Miikka Anttila          | Volkswagen Polo R WRC      | WRC         |
| 2016 | 50è Vodafone Rally de Portugal        | Kris Meeke           | Paul Nagle              | Citroën DS3 WRC            | WRC         |
| 2017 | 51è Vodafone Rally de Portugal        | Sébastien Ogier      | Julien Ingrassia        | Ford Fiesta WRC            | WRC         |
| 2018 | 52è Vodafone Rally de Portugal        | Thierry Neuville     | Nicolas Gilsoul         | Hyundai i20 Coupe WRC      | WRC         |
| 2019 | 53è Vodafone Rally de Portugal        | Ott Tänak            | Martin Järveoja         | Toyota Yaris WRC           | WRC         |
| 2020 | No disputat                           | No disputat          | No disputat             | No disputat                | No disputat |
| 2021 | 54è Vodafone Rally de Portugal        | Elfyn Evans          | Scott Martin            | Toyota Yaris WRC           | WRC         |
| 2022 | 55è Vodafone Rally de Portugal        | Kalle Rovanperä      | Jonne Halttunen         | Toyota GR Yaris Rally1     | WRC         |
| 2023 | 56è Vodafone Rally de Portugal        | Kalle Rovanperä      | Jonne Halttunen         | Toyota GR Yaris Rally1     | WRC         |
| 2024 | 57è Vodafone Rally de Portugal        | Sébastien Ogier      | Vincent Landais         | Toyota GR Yaris Rally1     | WRC         |